# Planèsia
Planèsia és el nom d'una illa ibèrica citada per Estrabó en la seua Geografia. Segons les fonts, se situa entre la desembocadura del Sucro (Xúquer) i la ciutat de Carcedó (Cartagena), relacionada amb Diànium (Dénia), que anomena Hemeroscopèon. La localització és ambigua, ja que es posa en relació amb una illa propera anomenada Plumbària, on hi ha mines de plom i una llacuna. A pesar de la dificultat que comporta la reducció toponímica, la seua relació més versemblant per conservació de l'ètim és l'illa Plana de Sant Pau, més coneguda com a Nova Tabarca arran de la repoblació de la mateixa en el regnat de Carles III. Aquesta teoria es veu té també el suport de les fonts medievals islàmiques com les d'al-Idrissí, que la denomina Blanāsīa, clar calc toponímic de Planèsia.